# Broye-Vully
District de la Broye-Vully är ett av de tio distrikten i kantonen Vaud i Schweiz. 

## Indelning
Distriktet består av 31 kommuner:
| Vapen                  | Namn                   | Invånare 2023-12-31 | Yta i km² |
| ---------------------- | ---------------------- | ------------------- | --------- |
| Avenches               | Avenches               | 4 843               | 19,47     |
| Bussy-sur-Moudon       | Bussy-sur-Moudon       | 251                 | 3,12      |
| Champtauroz            | Champtauroz            | 188                 | 3,05      |
| Chavannes-sur-Moudon   | Chavannes-sur-Moudon   | 238                 | 5,15      |
| Chevroux               | Chevroux               | 525                 | 3,40      |
| Corcelles-le-Jorat     | Corcelles-le-Jorat     | 500                 | 7,94      |
| Corcelles-près-Payerne | Corcelles-près-Payerne | 2 917               | 12,12     |
| Cudrefin               | Cudrefin               | 1 877               | 15,50     |
| Curtilles              | Curtilles              | 306                 | 4,96      |
| Dompierre              | Dompierre              | 253                 | 3,21      |
| Faoug                  | Faoug                  | 902                 | 3,48      |
| Grandcour              | Grandcour              | 1 004               | 10,20     |
| Henniez                | Henniez                | 450                 | 2,61      |
| Hermenches             | Hermenches             | 377                 | 4,77      |
| Lovatens               | Lovatens               | 141                 | 3,47      |
| Lucens                 | Lucens                 | 4 596               | 19,28     |
| Missy                  | Missy                  | 373                 | 3,11      |
| Moudon                 | Moudon                 | 6 393               | 15,65     |
| Payerne                | Payerne                | 10 545              | 24,18     |
| Prévonloup             | Prévonloup             | 226                 | 1,84      |
| Ropraz                 | Ropraz                 | 532                 | 4,81      |
| Rossenges              | Rossenges              | 88                  | 1,08      |
| Syens                  | Syens                  | 165                 | 2,52      |
| Trey                   | Trey                   | 314                 | 3,79      |
| Treytorrens (Payerne)  | Treytorrens            | 109                 | 3,07      |
| Valbroye               | Valbroye               | 3 405               | 33,55     |
| Villars-le-Comte       | Villars-le-Comte       | 135                 | 4,20      |
| Villarzel              | Villarzel              | 525                 | 7,66      |
| Vucherens              | Vucherens              | 635                 | 3,28      |
| Vulliens               | Vulliens               | 646                 | 6,63      |
| Vully-les-Lacs         | Vully-les-Lacs         | 3 609               | 20,92     |

Samtliga kommuner i distriktet är franskspråkiga.